# Ceinture centrale de Moscou
La ceinture centrale de Moscou (russe : Московское центральное кольцо) est une ligne de métro circulaire entourant le centre de Moscou. D'une longueur de 54 km, elle est désignée par le numéro 14. Elle a été inaugurée le 10 septembre 2016. C'était auparavant une ligne de chemin de fer.

## Stations et correspondances
| Station               | Nom russe             | Nom anglais          | Correspondances                | Date d'ouverture  |
| --------------------- | --------------------- | -------------------- | ------------------------------ | ----------------- |
| Okroujnaïa            | Окружная              | Okrujnaya            | Okroujnaïa                     | 10 septembre 2016 |
| Vladykino             | Владыкино             | Vladykino            | Vladykino                      | 10 septembre 2016 |
| Botanitcheski sad     | Ботанический сад      | Botanichesky Sad     | Botanitcheski sad              | 10 septembre 2016 |
| Rostokino             | Ростокино             | Rostokino            |                                | 10 septembre 2016 |
| Belokamennaïa         | Белокаменная          | Belokamennaya        |                                | 10 septembre 2016 |
| Boulvar Rokossovskovo | Бульвар Рокоссовского | Bulvar Rokossovskogo | Boulvar Rokossovskovo          | 10 septembre 2016 |
| Lokomotiv             | Локомотив             | Lokomotiv            | Tcherkizovskaïa                | 10 septembre 2016 |
| Izmaïlovo             | Измайлово             | Izmaylovo            | Partizanskaïa                  | 10 septembre 2016 |
| Sokolinaïa Gora       | Соколиная Гора        | Sokolinaya Gora      |                                | 11 octobre 2016   |
| Chosse Entouziastov   | Шоссе Энтузиастов     | Shosse Entuziastov   | Chosse Entouziastov            | 10 septembre 2016 |
| Andronovka            | Андроновка            | Andronovka           | Andronovka                     | 10 septembre 2016 |
| Nijegorodskaïa        | Нижегородская         | Nijegorodskaya       | Nijegorodskaïa                 | 10 septembre 2016 |
| Novokhokhlovskaïa     | Новохохловская        | Novohohlovskaya      | Novokhokhlovskaïa              | 10 septembre 2016 |
| Ougrechskaïa          | Угрешская             | Ugreshskaya          | Volgogradski prospekt          | 10 septembre 2016 |
| Doubrovka             | Дубровка              | Dubrovka             | Doubrovka                      | 11 octobre 2016   |
| Avtozavodskaïa        | Автозаводская         | Avtozavodskaya       | Avtozavodskaïa                 | 10 septembre 2016 |
| ZIL                   | ЗИЛ                   | ZIL                  |                                | 10 septembre 2016 |
| Verkhnie Kotly        | Верхние Котлы         | Verkhniye Kotly      | Nagatinskaïa                   | 10 septembre 2016 |
| Krymskaïa             | Крымская              | Krymskaya            |                                | 10 septembre 2016 |
| Plochtchad Gagarina   | Площадь Гагарина      | Ploschad Gagarina    | Leninski prospekt              | 10 septembre 2016 |
| Loujniki              | Лужники               | Lujniki              | Sportivnaïa                    | 10 septembre 2016 |
| Koutouzovskaïa        | Кутузовская           | Kutuzovskaya         | Koutouzovskaïa                 | 10 septembre 2016 |
| Delovoï Tsentr        | Деловой центр         | Delovoy Tsentr       | Mejdounarodnaïa                | 10 septembre 2016 |
| Chelepikha            | Шелепиха              | Shelepikha           | Chelepikha Testovskaïa         | 10 septembre 2016 |
| Khorochiovo           | Хорошёво              | Khoroshyovo          | Polejaïevskaïa Khorochiovskaïa | 10 septembre 2016 |
| Zorgue                | Зорге                 | Zorge                |                                | 4 novembre 2016   |
| Panfilovskaïa         | Панфиловская          | Panfilovskaya        | Oktiabrskoïe Pole              | 8 novembre 2016   |
| Strechnevo            | Стрешнево             | Streshnevo           | Strechnevo                     | 10 septembre 2016 |
| Baltiïskaïa           | Балтийская            | Baltiyskaya          | Voïkovskaïa                    | 10 septembre 2016 |
| Koptevo               | Коптево               | Koptevo              |                                | 1er novembre 2016 |
| Likhobory             | Лихоборы              | Likhobory            | Likhobory                      | 10 septembre 2016 |